# پیتر استروو
پیتر استروو (روسی: Пётр Бернга́рдович Стру́ве؛ ۲۶ ژانویه ۱۸۷۰ – ۲۲ فوریهٔ ۱۹۴۴) سیاستمدار، اقتصاددان، روزنامه‌نگار، و نویسنده اهل امپراتوری روسیه بود.